# Бич 44-я улица (линия Рокавей, Ай-эн-ди)
|   |   |   |   |
| · | · | · | · |

|   |   |   |   |
| · | · | · | · |

«Бич 44-я улица» (англ. Beach 44th Street) — станция Нью-Йоркского метрополитена, расположенная на линии Рокавей, Ай-эн-ди. Станция находится в Квинсе, в округе Эджмир (полуостров Рокавей), на пересечении Бич 44-й улицы и Рокавей-Фривей. На станции останавливается маршрут A (круглосуточно).
Станция представлена двумя путями и двумя боковыми платформами, имеет эстакадное расположение. Станция обрамлена невысоким забором. Навес имеется на обеих платформах. Платформа несколько длиннее, чем стандартная платформа IND. Это объясняется тем, что раньше станцию использовала пригородная железная дорога LIRR. Имеется один выход, расположенный в середине платформ. Турникеты расположены в мезонине под платформами. Выход ведёт к перекрёстку Бич 44-й улицы и Рокавей-Фривей.
Изначально станция была открыта компанией LIRR в составе железнодорожной ветки на Рокавее под названием Frank Avenue. Станция была наземной. Как и все станции на Рокавее, в 1941 году наземная станция была снесена и построен эстакадный аналог бывшей станции. Эстакадная станция проработала в составе LIRR 13 лет — 3 октября 1955 года всю линию приобрела компания МТА, управляющая метрополитеном. Линия была переоборудована для движения метропоездов. В составе Нью-Йоркского метрополитена станция открылась 28 июня 1956 года.
Все станции метрополитена в целях безопасности были закрыты в ночь с 29 на 30 октября 2012 года из-за приближавшегося к Нью-Йорку урагана «Сэнди». Эта станция находится в районе, наиболее подвергшемся разрушению. После урагана пути и станция оказались в полуразрушенном состоянии. Вся линия Рокавей, Ай-эн-ди была закрыта. Станция была открыта спустя месяц на пусковом участке от Фар-Рокавей — Мотт-авеню до Бич 90-й улицы (через Хаммельский треугольник). 30 мая 2013 года восстановлено движение по стандартной схеме.